# 椎名龍一
椎名 龍一（しいな りゅういち、1965年12月7日 - ）は、日本の将棋観戦記者、将棋ライター、プロボウリング選手。本名、加藤久康。富山県出身。日本バックギャモン協会会員（本名でレーティング登録）。JPBA日本プロボウリング協会ライセンス№886、1997年36期生。右両手投げ。身長173cm。血液型B型。

## 略歴
富山大学経済学部卒業。転職をくり返し、1991年から『週刊将棋』編集部で将棋編集記者として働く。編集者時代から、「遊駒スカ太郎」というペンネームも使用してコラムを執筆。
1997年、JPBA日本プロボウリング協会主催のプロ資格取得テスト（プロテスト）に合格。
近年は主にHANDACUPプロボウリングマスターズやシーズントライアルに出場している。通算アベレージは190.37。公認パーフェクト1回。
1998年よりフリーの将棋観戦記者となる。名人戦、王将戦、順位戦等を執筆。

## 著書
- マンガでおぼえる将棋入門 藤井ひろし (著), 加藤久康 (監修) 山海堂 2000
- 将棋の必殺ワザ (キミにもできる!必殺ワザ) 先崎学 (著), 椎名龍一文、伊東 ぢゅん子 (イラスト)　ポプラ社 2003
- まじかる将棋入門 : 勝つための魔法教えます 椎名龍一, 後藤元気 著,乾ないな イラスト イカロス出版 2006
- 羽生善治夢と、自信と。将棋七冠への軌跡とその後 椎名龍一 著 学習研究社 2006
- 将棋1手詰入門ドリル 椎名龍一 著 池田書店 2007
- 名人を夢みて森内俊之小伝 椎名龍一 著 日本放送出版協会 2008
- 将棋3手詰入門ドリル 椎名龍一 著 池田書店 2008
- はじめてでもたのしめる かんたんマスター将棋 監修 木村一基 椎名龍一文　新星出版社 2010

## Kindleのみで出版
- Backgammon Problem: ２枚チェッカーの法則 Backgammon Problem Endgame 2015
- Backgammon Problem: Opening Vol.1 Opening Roll Dictionary Backgammon Problem Opening 2016